# Programme de communication, d'éducation, de sensibilisation et de participation du public
Un programme de communication, d'éducation, de sensibilisation et de participation du public (CESP) est un outil de politique publique et de gestion du changement qui vise à inciter et mobiliser les actions individuelles ou collectives pour répondre à des enjeux environnementaux (changement climatique, biodiversité). 
La CESP utilise toute une série d’outils de communication, depuis les processus d’échange d’informations jusqu’au marketing social, en passant par les programmes d’éducation et de formation et les processus participatifs.
Ainsi, la CESP complète les approches basées sur la recherche et les mesures techniques en assurant leur utilisation effective par le plus grand nombre (acteurs socio-économiques et grand public).
Plusieurs conventions internationales comme la Convention sur la diversité biologique (CDB) , la convention de Ramsar ou l’Accord sur la conservation des oiseaux d'eau migrateurs d'Afrique-Eurasie  incitent leurs États membres à se doter d’un tel programme.

## Principes
Les cinq objectifs généraux d'un programme de CESP sont :
- favoriser une prise conscience des enjeux environnementaux ;
- encourager la prise en compte de ces enjeux en tant qu’éléments d’intérêt général ;
- engendrer une modification de l'opinion générale ;
- diffuser de l’information sur ces enjeux ;
- construire et renforcer des capacités d'action.

Pour atteindre ces objectifs, la CESP se base sur les principes suivants :
- Communication

À savoir la mise en place de dialogue multi partenarial, pour cerner et faire connaître les attentes de chacun, et la diffusion de l’information, pour renforcer les capacités d’actions des acteurs et citoyens.
- Éducation

L’éducation et la formation favorise la prise de conscience et la responsabilisation en développant et actualisant les connaissances sur les valeurs, les dangers et les fonctionnements des sujets environnementaux traités.
- Sensibilisation

La sensibilisation du public révèle l’intérêt d’un sujet environnemental et favorise son intégration dans les actions quotidienne.
- Participation du public

Comme la sensibilisation ne suffit pas et qu’il faut pouvoir passer à l’action afin de mettre en application la compréhension nouvellement acquise et ainsi la renforcer et la diffuser, il est essentiel de favoriser les processus participatifs. Cette participation peut porter sur la gouvernance (démocratie participative, enquête publique…), l’action individuelle (bénévolat, sciences participatives) ou encore le partenariat entre organisations (convention de partage de données, assistance technique ou financière, etc.).

## Politique publique
La CESP peut être utilisée lors de la formulation d'une politique, de sa mise en œuvre ou de sa gestion et de son contrôle.